# Вилоопашата чайка
Вилоопашатата чайка (Xema sabini) е птица от семейство Чайкови (Laridae).

## Разпространение
Видът гнезди в Арктика. Разпространен е също в най-северните части на Северна Америка и Евразия. През есента мигрира на юг.
Среща се и в България.